# Stereochlaena cameronii
Stereochlaena cameronii là một loài thực vật có hoa trong họ Hòa thảo. Loài này được (Stapf) Pilg. miêu tả khoa học đầu tiên năm 1940.